# (7137) Ageo
(7137) Ageo est un astéroïde de la ceinture principale.

## Description
(7137) Ageo est un astéroïde de la ceinture principale. Il fut découvert le 4 janvier 1994 à Kiyosato par Satoru Ōtomo. Il présente une orbite caractérisée par un demi-grand axe de 2,81 UA, une excentricité de 0,06 et une inclinaison de 2,6° par rapport à l'écliptique.

## Compléments